# 水库站
水库站（英語：Reservoir station）是马萨诸塞州波士顿轻轨绿线D支线车站。车站位于布鲁克莱恩克利夫兰环岛附近，车站旁为水库车库，距离波士顿轻轨绿线C支线终点站克利夫兰环岛站一个街区远。据马萨诸塞湾交通局统计，2011年车站日均旅客发送量为3395人，其繁忙程度在D支线所有地面车站中排名第二。水库站为无障碍车站，也是公交51路和86路的终点站。

## 历史

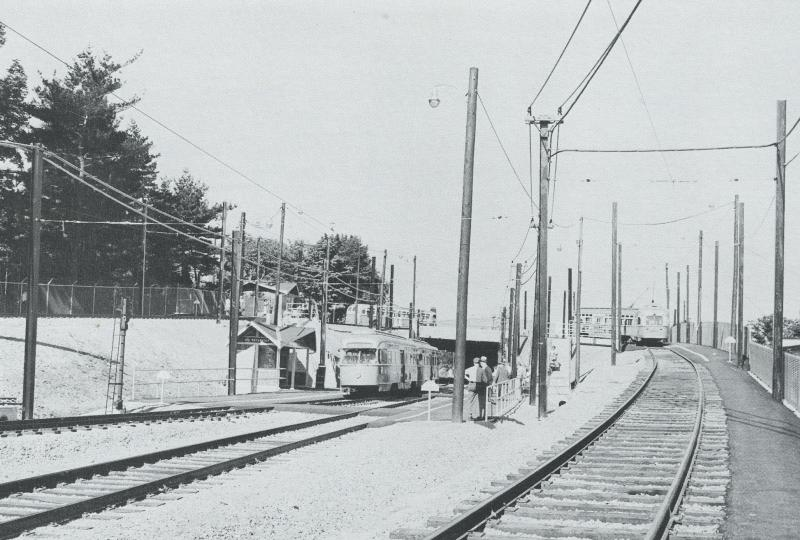
1961年前后的水库站

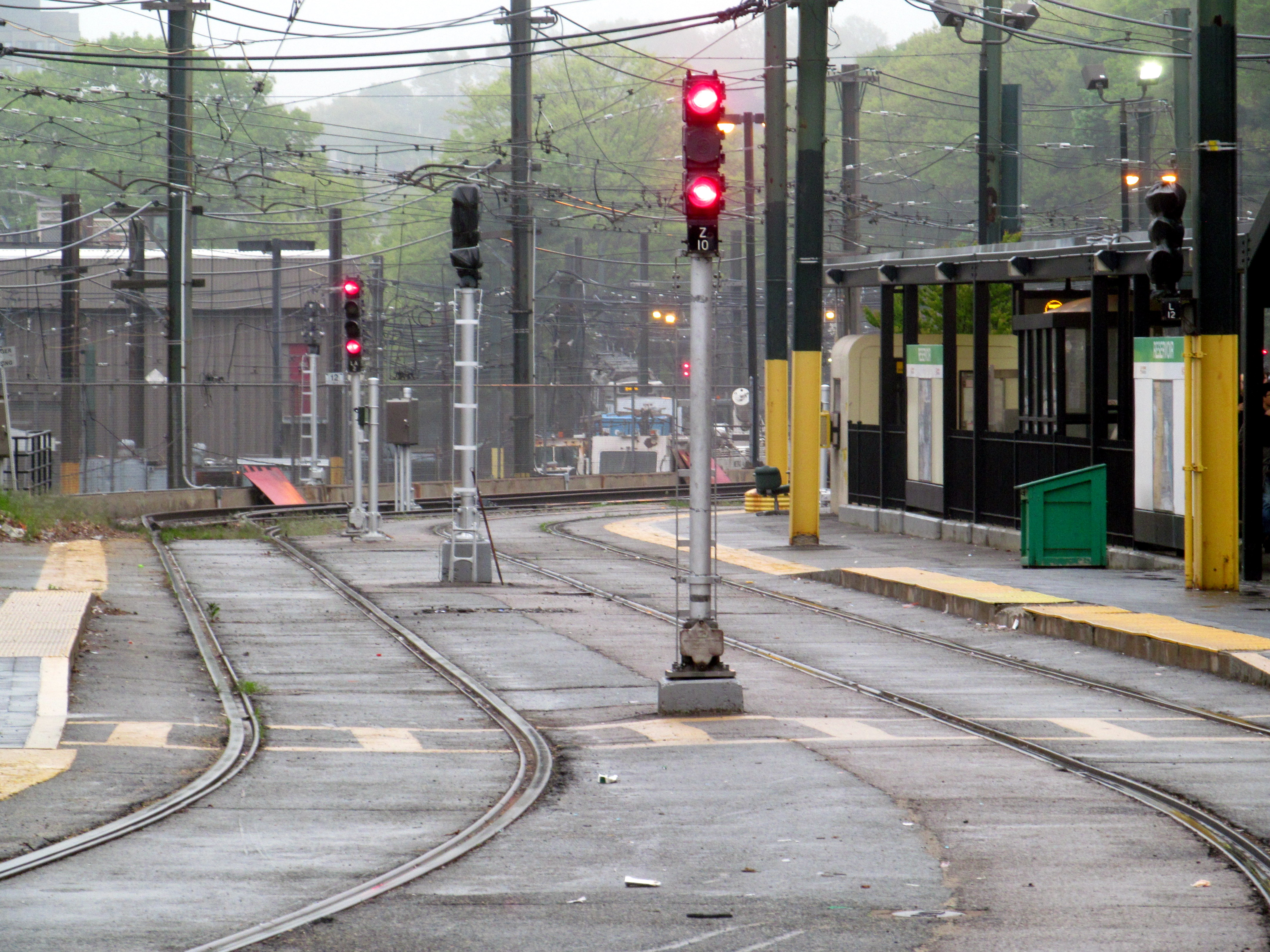
水库站作为终点时的站台

1852年，布莱顿街开放，作为查尔斯河铁路通勤火车站。火车站位于轨道北侧，布莱顿街东侧。1870年前后，栗山水库竣工后，车站搬迁至栗山大道西侧，更名为水库站。1883年，波士顿至奥尔巴尼铁路收购布鲁克莱恩交汇口至库克交汇口段轨道，将其延长至水库站，1886年前后组成高地客运线。 1888年，在车站原址附近建起车站候车室。候车室为理查森罗马式建筑，由雪普莉、穆坦和柯立芝设计公司设计并建造。
1957年6月，马萨诸塞州立法机构通过法案批准大都会交通署收购几乎破产的紐約中央鐵路公司，并将铁路改造成轻轨。高地客运线于1958年5月31日停运。整条高地客运线被改造成轻轨, 并于1959年7月4日重新开通。轻轨化改造过程中，这座1888年建的候车室被拆除，为新车站及车库轨道腾出空间。轻轨化改造设计时，认为线路市区段乘客较多，因此建造了高架回环轨道，以便轻轨能在此站调转方向回到市区。然而，后来实际运营的统计数据表明，轻轨市郊段比预想的要受欢迎的多。
1974年，马萨诸塞湾交通局为采用新的波音LRV型轻轨列车，对D支线进行升级。6月8日至9月11日，D支线水库站至肯莫尔站段临时从灯塔街经过，借用C支线轨道。水库站东侧也建造了个临时调头环形轨道，便于与C支线轨道对接。
1982年6月25日，老水库车库关闭后，高架回环轨道同时被关闭。第二年，新的车库建成并投入使用。
21世纪初，马萨诸塞湾交通局对波士顿轻轨绿线部分主要地面车站进行翻修，增进無障礙環境。水库站翻修工程于2002年前后竣工。

## 车站结构
车站位于机动车道下，两条侧式站台分别用于入城和出城列车。主车站北侧为非营运轨道，用于连接D支线轨道和水库车库。这段轨道上也有两个侧式站台，在列车临时折返时上下乘客用。
| G 街道/站台层 | 侧式站台，右侧开门 | 侧式站台，右侧开门          |
| G 街道/站台层 | 出城               | 往河滨 （栗山）             |
| G 街道/站台层 | 入城               | 往政府中心 （比肯斯菲尔德） |
| G 街道/站台层 | 侧式站台，右侧开门 |                             |